# Taste the Poison
Taste the Poison är Satanic Surfers sjätte och sista studioalbum, utgivet 2005 på skivbolaget Bad Taste Records.

## Låtlista
1. "Callousness"
2. "Who Prospers?"
3. "Weight on My Shoulders"
4. "False Ambitions"
5. "Stranglehold"
6. "Blood on the Sidewalk"
7. "Lead Us to the Gallows"
8. "U+I R 1"
9. "Restless Anger"
10. "Down in Fire"
11. "One by One"
12. "Malice & Spite"
13. "Rise"

### Fotnoter
1. ↑  ”Taste the Poison”. Discogs.com. http://www.discogs.com/Satanic-Surfers-Taste-The-Poison/release/1504395. Läst 1 januari 2012.